# 丸川珠代
丸川珠代（舊姓：丸川，本名：大塚珠代，1971年1月19日—）是日本女性政治家、前朝日電視台播報員。現為自民黨籍參議院議員（當選3期）。黨內所屬派閥是清和政策研究會（細田派）。前任奧運帕運擔當大臣。丈夫是眾議院議員大塚拓。
丸川曾經擔任過厚生勞動大臣政務官、參議院自民黨政策審議會長代理、以及第三次安倍改造內閣的環境大臣。

## 朝日電視台同期播報員
- 大下容子
- 坪井直樹
- 角澤照治

## 外部連結
- 丸川珠代 官方網站
- 丸川珠代的Facebook專頁
- 丸川珠代的X（前Twitter）

| 議會席位               | 議會席位                                                    | 議會席位                 |
| ---------------------- | ----------------------------------------------------------- | ------------------------ |
| 前任： 石井綠          | 參議院厚生勞動委員長 2014年—2016年                          | 繼任： 三原順子          |
| 官衔                   |                                                             |                          |
| 前任： 望月義夫        | 環境大臣 第22代：2015年—2016年                              | 繼任： 山本公一          |
| 前任： 望月義夫        | 特命擔當大臣（原子能防災） 第5代：2015年—2016年             | 繼任： 山本公一          |
| 前任： 糸川正晃 梅村聰 | 厚生勞動大臣政務官 與渡嘉敷奈緒美一起 2012年 - 2013年       | 繼任： 高鳥修一 赤石清美 |
| 其他職務               |                                                             |                          |
| 前任： 創設            | 關東廣域圈核心局 地面數碼電視 推進大使朝日電視台擔當 初代 : | 繼任： 野村真季          |